# Соловейко синій
Солове́йко синій (Larvivora cyane) — вид горобцеподібних птахів родини мухоловкових (Muscicapidae). Мешкає в Азії.

## Опис

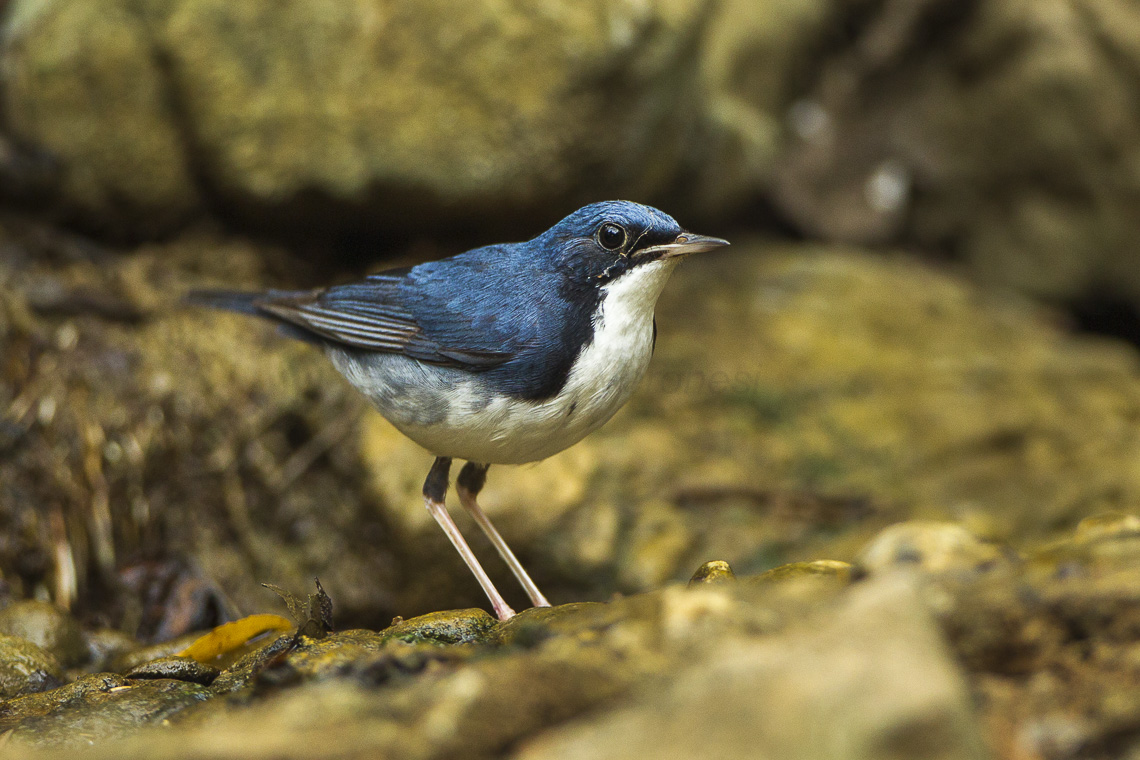
Синій соловейко

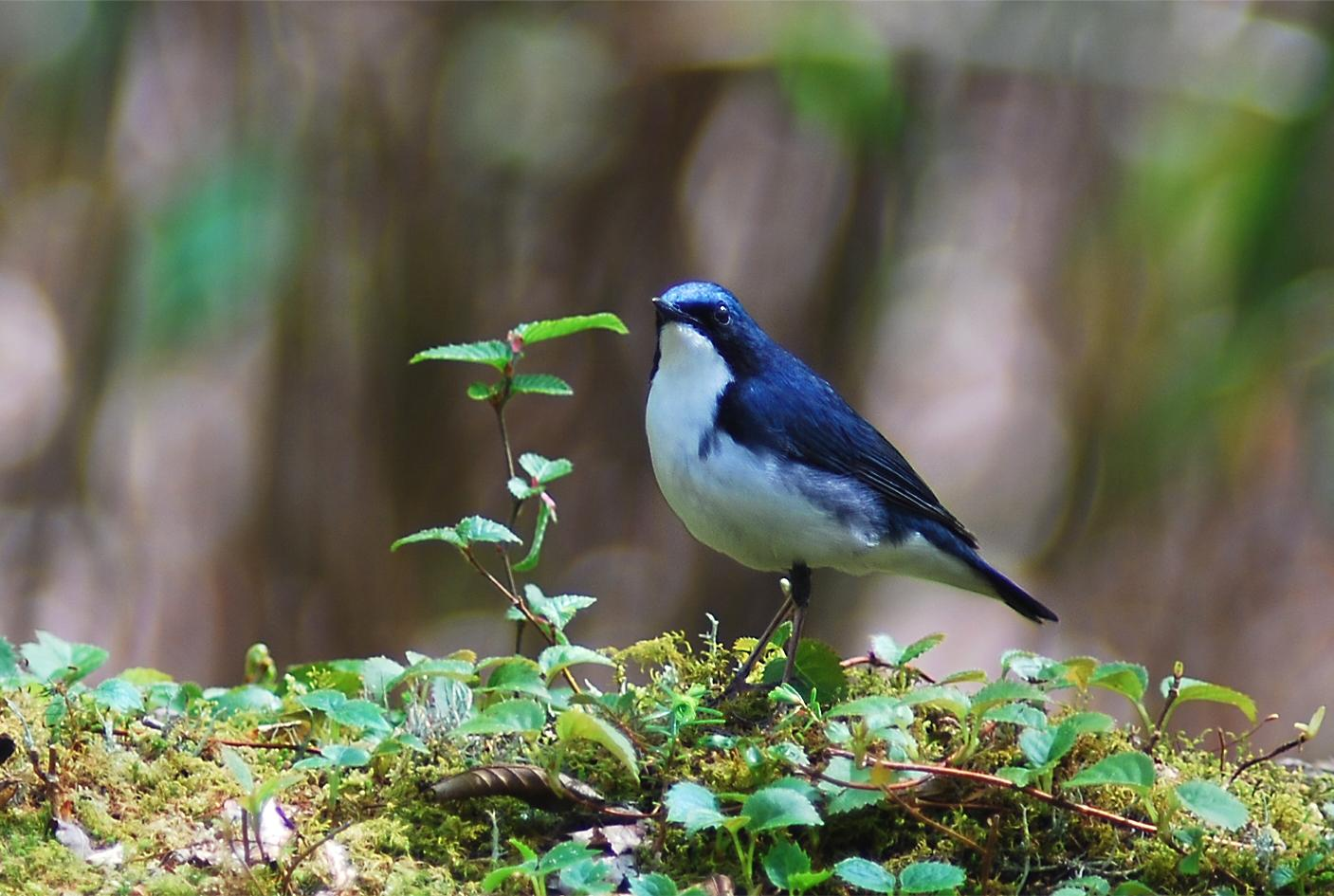
Синій соловейко (Японія)

Довжина птаха становить 12-14 см, вага 11-21 г. Довжина крила у самців становить 70-77 мм, у самиць 69-75 мм, довжина хвоста у самців становить 47-51,2 мм, у самиць 44,6-50,5 мм, довжина дзьоба у самців становить 12,5-14,4 мм, у самиць 13,2-13,9 мм, довжина цівки становить 23,4-26,2 мм. Виду притаманний статевий диморфізм.
У самців верхня частина голови і верхня частина тіла темно-синя, нижня частина тіла біла. Обличчя, скроні, шия і груди з боків чорні. боки синювато-сірі. Райдужки темно-карі, дзьоб чорний, знизу біля основи рожевий, лапи рожеві. У самиць верхня частина тіла оливково-коричнева з синюватим відтінком, крила коричневі, верхні покривні пера крил, надхвістя і хвіст сині. Горло і верхня частина грудей охричті, решта нижньої частини тіла біла. 
У молодих птахів верхня частина тіла переважно чорнувато-бура, поцяткована краплеподібними охристими плямами. Хвіст у молодих самців синюватий, у молодих самиць коричнюватий. Горло, груди і боки лхристо-коричневі зі слабо вираженим лускоподібним візерунком, решта нижньої частини тіла білувата. У представників підвиду L. c. bochaiensis верхня частина тіла більш темна, у представників підвиду L. c. nechaevi темні частини оперення займають більшу площу.

## Підвиди
Виділяють три підвиди:
- L. c. bochaiensis Shulpin, 1928[4] — південь Центрального Сибіру, північний схід Казахстану (Алтай), північ Монголії;
- L. c. cyane (Pallas, 1776) — Східний Сибір, Далекий Схід Росії, Маньчжурія, Корейський півострів;
- L. c. nechaevi (Red'kin, 2006)[5] — Сахалін, південні Курильські острови, Японія.

## Поширення і екологія
Сині соловейки гніздяться в Росії, Казахстані, Монголії, Китаї, Північній і Південній Кореї та в Японії. Взимку вони мігрують до Південно-Східної Азії, де зимують в Південному Китаї, М'янмі, Таїланді, В'єтнамі, Лаосі, Камбоджі, Малайзії, Індонезії і Брунеї. На міграції птахи зустрічаються в Індії і на Тайвані, бродячі птахи спостерігалися в Західній Європі: чотири рази у Великій Британії, один раз на Нормандських островах і один раз в дельті Ебро в Іспанії.
Сині соловейки живуть в підліску тайги, хвойних і мішаних лісів, що складають переважно з ялин, ялиць, берез, сосен і тополь, в густих чагарникових заростях серед повалених дерев і хмизу, на узліссях ялинових і ялицевих лісах поблизу високотравних лук, в заростях на берегах річоу і в дубових рідколіссях. В Японії вони гніздяться в широколистяних, хвойних і мішаних лісах в густим підліском, особливо поблизу струмків і в захищених долинах. На Хоккайдо вони зустрічаються переважно в низовинах, на Хонсю — в гірських лісах на висоті від 1000 до 1600 м над рівнем моря, на більш низьких висотах там їх замінюють японські соловейки. Зимують сині соловейки у вологих широколистяних і вічнозелених тропічних лісах, в бамбукових заростях, на покинутих каучукових плантаціях і серед прибережної рослинності, на висоті до 500 м над рівнем моря. Також вони зустрічаються в мангрових і очеретяних заростях, парках і садах. Порівняно з іншими представниками роду Larvivora, сині соловейки віддають перевагу менш густому підліску.
Сині соловейки живляться комахами, зокрема жуками, кллопами і мурахами, їх личинками, павуками та іншими безхребетними, а також ягодами і насінням трав. В Росії сезон розмноження у них триває у червні-липні, а в Китаї і Японії у травні-червні. В Японії середня площа гніздової території становить 1 га в широколистяних лісах і 0,5 га в хвойних. Гніздо чашоподібне, робиться з моху і листя, встелюється шерстю, розміщується на землі, серед коріння дерев, хмизу або папороті, часто під чагарником. В кладці від 4 до 6 синіх або блакитних яєць. Сині соловейки іноді стають жертвами гніздового паразитизму рудоволих зозуль.